# ササウシノシタ科
ササウシノシタ科 (学名：Soleidae) は、カレイ目の魚類の一群。世界中の温帯から熱帯海域に分布し、浅瀬から深海、淡水域まで幅広く生息する。体は扁平で、目は右側にある。シタビラメとも呼ばれる。
学名の由来は英名と同じく「靴底」で、日本でもゲタやクツゾコといった地方名がある。

## 形態
体は薄く扁平で、両目は右側面にあり、小さい。胸鰭はもつ種類と欠く種類がある。尾鰭は背鰭、臀鰭と連続する種類と離れる種類がある。両目の間隔は短い。口は非対称的である。

## 生態
底魚で、目のない側を下にして泳ぐ。全世界の温帯から熱帯域にかけ分布し、河川、汽水域、沿岸部から深海まで幅広く生息する。小型の甲殻類や小魚を捕食する。

## 分類
32属185種を含む。
- Achiroides 東南アジアの淡水の2種。
- ツノウシノシタ属 Aesopia ツノウシノシタのみ。
- トビササウシノシタ属 Aseraggodes インド太平洋の54種。
- Austroglossus アフリカの大西洋岸の2種。
- Barnardichthys 南アフリカの1種のみ。
- Barbourichthys インド洋の1種のみ。
- Bathysolea 大西洋とインド洋の4種。
- ミナミシマウシノシタ属 Brachirus インド太平洋の18種。
- Buglossidium 大西洋の1種のみ。
- Dagetichthys 大西洋とインド洋の1種または3種。
- Dexillus インド洋と太平洋の1種のみ。
- Dicologlossa 大西洋の2種。
- ササウシノシタ属 Heteromycteris インド太平洋の6種。
- Leptachirus オセアニアの9種。
- ガラスウシノシタ属 Liachirus インド太平洋の2種。
- Microchirus 大西洋と地中海の7種。
- Monochirus 大西洋と太平洋の3種。
- Paradicula オーストラリアの1種のみ。
- ミナミウシノシタ属 Pardachirus インド太平洋の6種。
- Pegusa 大西洋と地中海の5種。
- Phyllichthys 太平洋とインド洋の3種。
- セトウシノシタ属 Pseudaesopia 西太平洋の1種のみ。
- Rendahlia オーストラリアの1種のみ。
- テングウシノシタ属 Rhinosolea 西太平洋の1種のみ。
- Solea 太平洋と大西洋の9種。
- サザナミウシノシタ属 Soleichthys インド太平洋の8種。
- Synaptura 三大洋の5種または7種。
- Synapturichthys 大西洋の1種のみ。
- Synclidopus オーストラリアの2種。
- Typhlachirus インドネシアの1種。
- Vanstraelenia アフリカ大西洋岸の1種。
- シマウシノシタ属 Zebrias インド太平洋の18種。

## 人間との関係
食用として重要な種が含まれており、ホンササウシノシタ (Solea solea) はヨーロッパではポピュラーな食材とされている。